# Softengine
Softengine je finska rock skupina, ustanovljena leta 2011.

## Kariera
Skupina je bila ustanovljena v mestu Seinäjoki na Finskem poleti 2011 v hiši starih staršev pevca Topija Latukke. V začetku leta 2014 so podpisali pogodbo z glasbeno založbo Sony Music Finland. Čez par tednov so zmagali na UMK (Finska različica Eme). Leta 2014 so nastopili na Evroviziji, zasedli so 11. mesto z 72 točkami.